# Charles Sladen
Pour les articles homonymes, voir Sladen.
Sir Charles Sladen (28 août 1816-22 février 1884) est un homme politique australien coloniale, qui est le sixième premier ministre du Victoria. 

## Biographie
Sladen est né en Angleterre près de Walmer, dans le Kent. Il est le deuxième fils de John Baker Sladen, sous-lieutenant du comté. Il fait ses études à Shrewsbury puis à Trinity Hall, à Cambridge. En 1840, il devient titulaire d'un baccalauréat en droit. Il émigre en Australie en 1841, et en février 1842 arrive dans le district de Port Phillip (le futur État du Victoria). Il est bientôt admis à la barre victorienne, et exerce le métier d'avocat à Geelong jusqu'en 1854, où il s'occupe d'une exploitation près de Winchelsea. En 1840, il épouse Harriet Amelia Orton. En 1851 et 1852 il joue au cricket pour l'équipe du Victoria. 
En novembre 1855, Sladen est nommé au Conseil législatif de Victoria, et devient ministre des finances Trésorier. Lorsque le Victoria acquiert un gouvernement responsable en 1856, Sladen est élu à l'Assemblée législative du Victoria en tant que député de Geelonget devient ministre des finances du gouvernement William Haines, un poste qu'il occupera jusqu'en mars 1857. Il  préconise la création d'une banque publique et l'augmentation de l'immigration. 
Candidat conservateur, Sladen perd son siège aux élections de 1861 qui voit la victoire des libéraux, mais revient en politique en 1864 quand il est élu au Conseil législatif de la province de l'Ouest. Lorsque le premier ministre libéral James McCulloch démissionne en mai 1868 lors du conflit entre le gouvernement et le Conseil sur la proposition d'accorder une retraite au gouverneur Charles Darling, Sladen est choisi par le nouveau gouverneur, Sir John Manners-Sutton, pour former un nouveau gouvernement. 
Sladen se trouve dans une situation désespérée, car il est membre de la Chambre haute à un moment où il est de plus en plus admis que le chef du gouvernement doit venir de l'Assemblée (la Chambre basse)- mais il est le seul membre du Conseil à n'avoir jamais été premier ministre. Comme il avait peu de soutien à l'Assemblée, son gouvernement n'avait aucune chance de survie à long terme. Conformément à la résolution de la crise de la retraite du gouverneur Darling, il quitte le pouvoir en juillet et, en septembre, prend sa retraite du Conseil. 
En 1876, Sladen est de nouveau élu au Conseil pour la province de l'Ouest, et devient de facto le chef du Conseil dans ses conflits avec l'Assemblée. Bien qu'il soit très conservateur, Sladen recommande une extension de la franchise pour le Conseil et la réduction des propriétés pour la participation. Ces réformes sont adoptées en 1881. Sladen prend sa retraite en 1882 en raison de son état de santé et meurt en 1884 à Geelong. 